# هانس نوردين
هانس نوردين (بالسويدية: Hans Nordin)‏ هو كاتب سويدي، ولد في 23 سبتمبر 1952.